# Óbánya
Óbánya es un pueblo ubicado en el distrito de Pécsvárad, en el condado de Baranya, Hungría.

## Superficie
Posee una superficie de 7,490 kilómetros cuadrados.

## Demografía
Hasta 2023 la población era de 95 habitantes, con una densidad de población de 12,68 habitantes por kilómetro cuadrado.